# Condado de Johnson (Indiana)
O Condado de Johnson é um dos 92 condados do estado americano de Indiana. A sede do condado é Franklin, e sua maior cidade é Greenwood.
O condado possui uma área de 833 km² (dos quais 4 km² estão cobertos por água), uma população de 115 209 habitantes, e uma densidade populacional de 139 hab/km² (segundo o censo nacional de 2000). O condado foi fundado em 1823.